# Classique de Saint-Sébastien 2015
La 35e édition de la Classique de Saint-Sébastien a eu lieu le 1er août 2015. C'est la dix-neuvième épreuve de l'UCI World Tour 2015,.
L'épreuve a été remportée en solitaire par le Britannique Adam Yates (Orica-GreenEDGE), devenant le premier coureur de son pays vainqueur de la Classique, qui s'impose quinze secondes devant un groupe d'une quinzaine de coureurs réglés au sprints par le Belge Philippe Gilbert (BMC Racing) devant l'Espagnol Alejandro Valverde (Movistar).
L'Australien Nathan Haas (Cannondale-Garmin) gagne le classement de la montagne et celui des sprints tandis que la formation kazakhe Astana s'adjuge le classement par équipes.

## Présentation
La course a lieu à l'intérieur et autour de la ville de Saint-Sébastien sur une distance de 219 kilomètres. L'Espagnol Alejandro Valverde (Movistar), vainqueur en solitaire de l'édition 2014 est le tenant du titre.

### Parcours

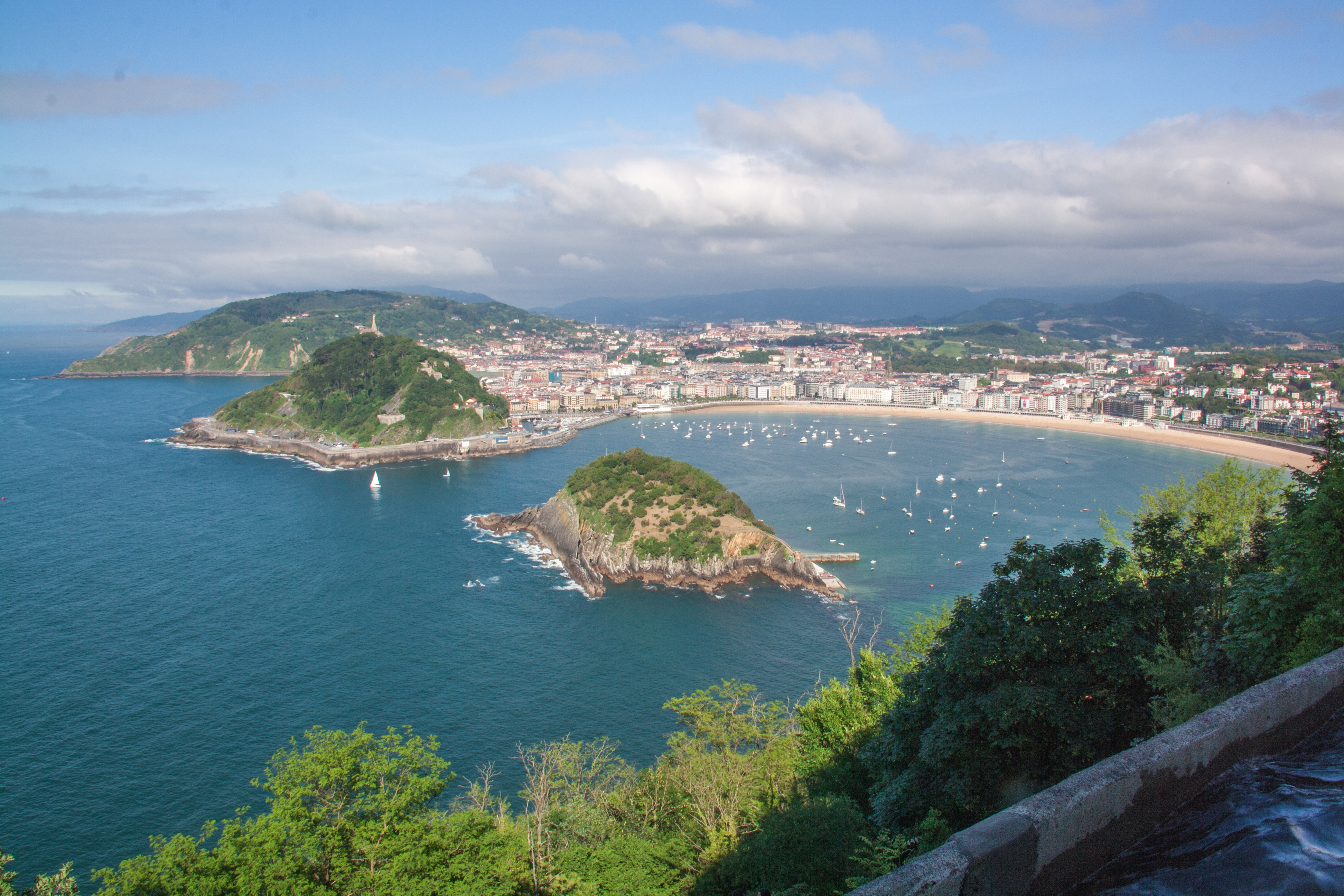
La ville de Saint-Sébastien vue depuis la Bordako Tontorra, l'ascension finale de la course.

La course commence à Saint-Sébastien avec 3,7 km de départ fictif et quitte la ville à l'ouest, le long de la côte du Golfe de Gascogne. Après 22,6 km, à Zarautz, la course se tourne vers le sud pendant 24 km, jusqu'à Azpeitia. À partir de là, la route tourne à l'est et commence la montée vers la première ascension classée de la journée. La route grimpe progressivement sur plus de 13 km, mais seulement les derniers 3,5 km sont répertoriés au classement de la montagne. Cette section de la route, l'Alto de Iturburu, a une pente moyenne de 5 % et est une montée de première catégorie. Le sommet de la montée vient après 59,5 km de course.
Après la descente, il y a une section de plat. Cela amène les coureurs au nord pendant environ 60 km par le biais de Hernani, Oiartzun et Lezo avant la première des deux ascensions de l'Alto de Jaizkibel. Il s'agit également d'une ascension de première catégorie, longue de 7,8 km avec une pente moyenne de 5,8 %. Le sommet de la montée vient après 125 km depuis le départ et 94 km à parcourir. Après la descente, le parcours est plat sur environ 20 km jusqu'à Irun. La montée suivante est l’ascension de deuxième catégorie : l'Alto Arkale. Long de 2,7 km à 6,3 % de moyenne, le sommet se situe à 71,2 km de la ligne d'arrivée. La descente emmène les coureurs dans Oiartzun, puis dans une seconde boucle qui comprend les ascensions de l'Alto de Jaizkibel et l'Alto Arkale. Au deuxième sommet de l'Alto Arkale, il reste 30,8 km à parcourir.
La section suivante est plate sur environ 20 km. Au cours de cette partie de la course, les coureurs reviennent à Saint-Sébastien et franchissent la ligne d'arrivée. À ce point il reste encore 16 km. Les coureurs repartent de la ville pour faire face à la montée finale de la journée, la côte de deuxième catégorie, la Bordako Tontorra. Ceci est une montée de 2,5 km à 9 % de moyenne. Au sommet, l'arrivée est située à 7,1 km sur un parcours en descente et sur des routes plates. La montée finale est introduite lors de l'édition 2014 et comprend des pentes maximales à 20 %. En 2014, le groupe de tête s'était formé sur cette ascension, l'Espagnol Alejandro Valverde avait alors attaqué lors de la descente et maintenu un écart suffisant jusqu'à la ligne d'arrivée.

### Équipes
Dix-neuf équipes participent à cette Classique de Saint-Sébastien - dix-sept WorldTeams et deux équipes continentales professionnelles :
| UCI WorldTeams      | UCI WorldTeams | UCI WorldTeams |
| Nom de l'équipe     | Pays           | Code           |
| ------------------- | -------------- | -------------- |
| AG2R La Mondiale    | France         | ALM            |
| Astana              | Kazakhstan     | AST            |
| BMC Racing          | États-Unis     | BMC            |
| Cannondale-Garmin   | États-Unis     | TCG            |
| Etixx-Quick Step    | Belgique       | EQS            |
| FDJ                 | France         | FDJ            |
| Giant-Alpecin       | Allemagne      | TGA            |
| IAM                 | Suisse         | IAM            |
| Katusha             | Russie         | KAT            |
| Lampre-Merida       | Italie         | LAM            |
| Lotto NL-Jumbo      | Pays-Bas       | TLJ            |
| Lotto-Soudal        | Belgique       | LTS            |
| Movistar            | Espagne        | MOV            |
| Orica-GreenEDGE     | Australie      | OGE            |
| Sky                 | Royaume-Uni    | SKY            |
| Tinkoff-Saxo        | Russie         | TCS            |
| Trek Factory Racing | États-Unis     | TFR            |

| Équipes continentales professionnelles | Équipes continentales professionnelles | Équipes continentales professionnelles |
| Nom de l'équipe                        | Pays                                   | Code                                   |
| -------------------------------------- | -------------------------------------- | -------------------------------------- |
| Caja Rural-Seguros RGA                 | Espagne                                | CJR                                    |
| Cofidis                                | France                                 | COF                                    |

### Favoris

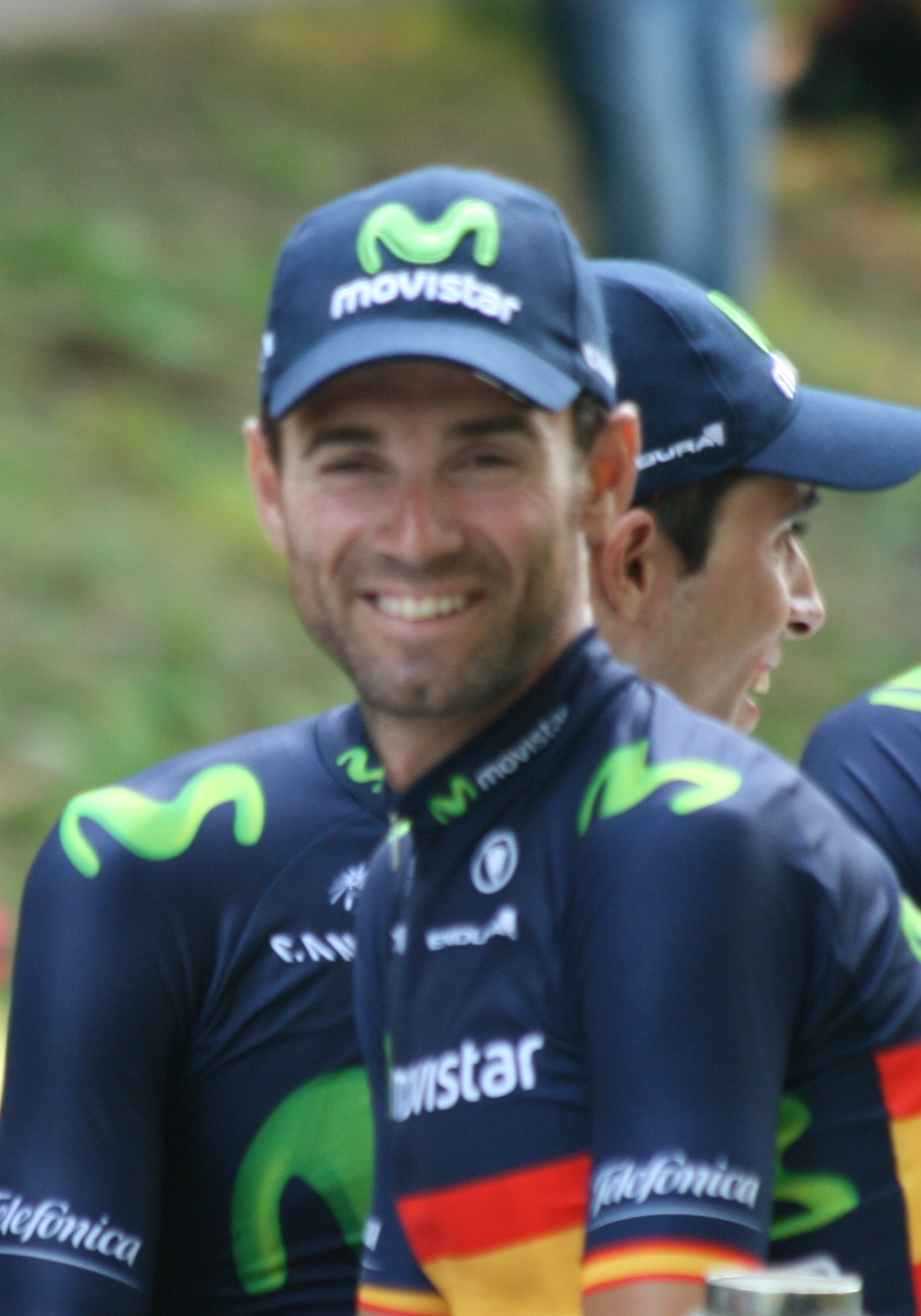
Tenant du titre, Alejandro Valverde est considéré comme le favori de la course.

La Classique de Saint-Sébastien est la plus importante classique disputée en Espagne. Elle intervient une semaine après la fin du Tour de France. Certains coureurs, notamment le Britannique Christopher Froome (Sky), le vainqueur du Tour de France, choisissent de ne pas participer à la course. Les coureurs qui sortent de cette épreuve se présentent dans des conditions variables : certains sont en bonne forme, tandis que d'autres sont épuisés. Un autre des principaux coureurs du Tour de France, l'Espagnol Alberto Contador (Tinkoff-Saxo), avait initialement prévu de participer, mais a été forcé de se retirer en raison d'une fièvre.
Le principal favori pour la course est l'Espagnol Alejandro Valverde (Movistar), récent troisième du Tour de France. Valverde est également le tenant du titre de la Classique de Saint-Sébastien, après avoir remporté l'épreuve grâce à une attaque sur la descente finale. Il a aussi gagné au sprint la course 2008 au sein d'un petit groupe. En plus de sa place sur le podium du Tour de France, Valverde a remporté la Flèche wallonne et Liège-Bastogne-Liège en 2015. L'autre principal favori est son compatriote Joaquim Rodríguez (Katusha). Rodríguez a remporté deux étapes sur le Tour de France et devrait être plus frais que Valverde, comme il n'a pas eu à jouer de place au classement général.
Plusieurs autres coureurs sont considérés comme ayant de fortes chances de victoire. Parmi ceux-ci, figurent le Belge Philippe Gilbert (BMC Racing), vainqueur en 2011, l'Espagnol Mikel Landa (Astana), troisième du Tour d'Italie 2015, et le Français Julian Alaphilippe (Etixx-Quick Step), qui avait terminé deuxième derrière Valverde de la Flèche wallonne et de Liège-Bastogne-Liège.

## Récit de la course
Une échappée de huit coureurs se forme dans la première partie de la course. On y retrouve les Belges Thomas Degand (IAM), Dennis Vanendert (Lotto-Soudal) et Maarten Wynants (Lotto NL-Jumbo), les Italiens Valerio Agnoli (Astana) et Manuele Boaro (Tinkoff-Saxo), l'Australien Nathan Haas (Cannondale-Garmin), le Français Romain Hardy (Cofidis) et l'Espagnol Lluís Mas (Caja Rural-Seguros RGA). Ces coureurs restent ensemble pendant environ 160 km, pendant que la formation Movistar contrôle le peloton et maintient l'avance de l'échappée à environ trois minutes. Boaro attaque le groupe lors de la deuxième ascension de l'Alto de Jaizkibel et creuse un écart sur les autres coureurs. Mais, son attaque trop loin de l'arrivée ne lui permet pas de tenir jusqu'à la ligne finale.

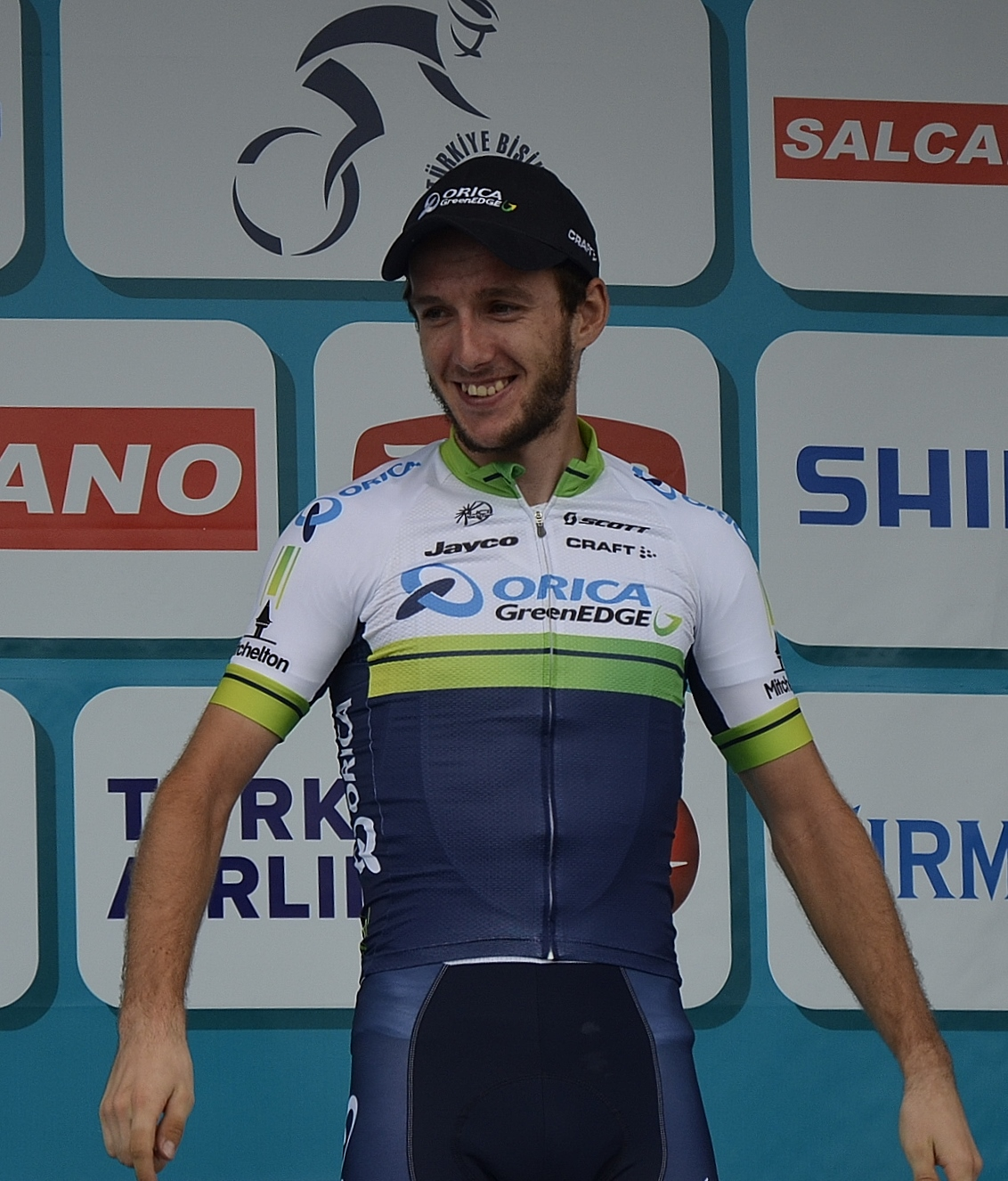
Adam Yates (ici en 2014) remporte la course après avoir attaqué dans la dernière côte.

Lors de la dernière montée de l'Alto de Jaizkibel, plusieurs attaques ont lieu dans le peloton principal. Les attaquants sont groupés lors de l'avant-dernière difficulté de la journée, l'Alto Arkale et forment un groupe de seize coureurs. Ce groupe comprend les Belges, tous les deux équipiers, Philippe Gilbert et Greg Van Avermaet (BMC Racing), les Espagnols Alejandro Valverde (Movistar) et Joaquim Rodríguez (Katusha), le Français Warren Barguil (Giant-Alpecin), l'Irlandais Daniel Martin (Cannondale-Garmin) et le Britannique Adam Yates (Orica-GreenEDGE). Il y a beaucoup de confusion lors de la montée finale : les derniers coureurs de l'échappée matinale sont repris et la couverture télévisuelle ne fonctionne plus, de sorte que les équipes comptent sur la radio de la course pour suivre les positions des coureurs.
Les premières attaques sur la montée finale sont celles de Barguil et Van Avermaet. Ils sont suivis par Yates, tandis que Rodríguez et Valverde attendent dans le groupe principal. Yates passe Barguil et poursuit Van Avermaet, qui est en tête de la course avec quelques mètres d'avance. Cependant, en haut de la montée, Van Avermaet est heurté par derrière et chute à cause d'une moto. Il est jeté à terre et le châssis de la moto est brisé. Van Avermaet, incapable de terminer la course, doit abandonner. Yates se retrouve seul en tête au sommet de la montée finale. Lors de la descente finale qui mène à Saint-Sébastien, contrairement à la course de 2014 où il avait chuté au sein du groupe de tête, Yates augmente son avance à quinze secondes et conserve cet avantage jusqu'à la fin de la course. Lorsqu'il franchit la ligne d'arrivée, il ne sait pas s'il a gagné la course, car il pense que l'échappée initiale n'a pas été reprise. Il lui faut un certain temps pour comprendre qu'il a gagné. Dans le groupe derrière, Gilbert remporte le sprint pour la deuxième place devant Valverde,.
La victoire de Yates est la première victoire UCI World Tour de sa carrière et la première victoire d'un Britannique sur la Classique de Saint-Sébastien. Van Avermaet et l'équipe BMC Racing, cependant, mécontents de l'accident qui l'avait éliminé de la course à la victoire ont publié une déclaration de Jim Ochowicz, leur manager. Celui-ci déplore que « Greg a été volé et l'équipe BMC Racing a été volé » et que l'équipe « explore toutes les options juridiques ». Simon Yates - le frère d'Adam et son coéquipier au sein de la formation Orica-GreenEDGE - décrit ces commentaires comme « tout à fait irrespectueux ». Van Avermaet précise par la suite qu'il considère la victoire de Yates comme bien méritée. L'organisateur de la course a écrit plus tard une lettre d'excuses à Van Avermaet pour l'incident. Van Avermaet a été incapable de lire la lettre, car elle était écrite en espagnol.

## Classements

### Classement final
| Classement final | Classement final   | Classement final | Classement final    | Classement final   |
|                  | Coureur            | Pays             | Équipe              | Temps              |
| ---------------- | ------------------ | ---------------- | ------------------- | ------------------ |
| 1er              | Adam Yates         | Royaume-Uni      | Orica-GreenEDGE     | en 5 h 30 min 22 s |
| 2e               | Philippe Gilbert   | Belgique         | BMC Racing          | + 15 s             |
| 3e               | Alejandro Valverde | Espagne          | Movistar            | + 15 s             |
| 4e               | Daniel Moreno      | Espagne          | Katusha             | + 15 s             |
| 5e               | Joaquim Rodríguez  | Espagne          | Katusha             | + 15 s             |
| 6e               | Bauke Mollema      | Pays-Bas         | Trek Factory Racing | + 15 s             |
| 7e               | Daniel Martin      | Irlande          | Cannondale-Garmin   | + 15 s             |
| 8e               | Julian Alaphilippe | France           | Etixx-Quick Step    | + 15 s             |
| 9e               | Warren Barguil     | France           | Giant-Alpecin       | + 15 s             |
| 10e              | Rigoberto Urán     | Colombie         | Etixx-Quick Step    | + 15 s             |
| modifier         |                    |                  |                     |                    |

### Classements annexes
| Classement de la montagne | Classement de la montagne | Classement de la montagne | Classement de la montagne | Classement de la montagne |
| ------------------------- | ------------------------- | ------------------------- | ------------------------- | ------------------------- |
|                           | Coureur                   | Pays                      | Équipe                    | Point(s)                  |
| 1er                       | Nathan Haas               | Australie                 | Cannondale-Garmin         | 5 points                  |
| 2e                        | Stéphane Rossetto         | France                    | Cofidis                   | 3 pts                     |
| 3e                        | Manuele Boaro             | Italie                    | Tinkoff-Saxo              | 3 pts                     |
| modifier                  |                           |                           |                           |                           |

| Classement des sprints | Classement des sprints | Classement des sprints | Classement des sprints | Classement des sprints |
| ---------------------- | ---------------------- | ---------------------- | ---------------------- | ---------------------- |
|                        | Coureur                | Pays                   | Équipe                 | Point(s)               |
| 1er                    | Nathan Haas            | Australie              | Cannondale-Garmin      | 30 points              |
| 2e                     | Dennis Vanendert       | Belgique               | Lotto-Soudal           | 16 pts                 |
| 3e                     | Manuele Boaro          | Italie                 | Tinkoff-Saxo           | 14 pts                 |
| modifier               |                        |                        |                        |                        |

| \| Classement par équipes[4] \| Classement par équipes[4] \| Classement par équipes[4] \| Classement par équipes[4] \| \| \| Équipe \| Pays \| Temps \| \| ------------------------- \| ------------------------- \| ------------------------- \| ------------------------- \| \| 1re \| Astana \| Kazakhstan \| en 16 h 32 min 0 s \| \| 2e \| Orica-GreenEDGE \| Australie \| + 1 min 18 s \| \| 3e \| Katusha \| Russie \| + 1 min 33 s \| \| modifier \| \| \| \| |                 |            |                    |
| Classement par équipes |                 |            |                    |
| | Équipe          | Pays       | Temps              |
| 1re | Astana          | Kazakhstan | en 16 h 32 min 0 s |
| 2e | Orica-GreenEDGE | Australie  | + 1 min 18 s       |
| 3e | Katusha         | Russie     | + 1 min 33 s       |
| modifier |                 |            |                    |

### UCI World Tour
Cette Classique de Saint-Sébastien attribue des points pour l'UCI World Tour 2015, par équipes uniquement aux équipes ayant un label WorldTeam, individuellement uniquement aux coureurs des équipes ayant un label WorldTeam.
| Position,          | 1er | 2e | 3e | 4e | 5e | 6e | 7e | 8e | 9e | 10e |
| Classement général | 80  | 60 | 50 | 40 | 30 | 22 | 14 | 10 | 6  | 2   |

#### Classement individuel
Ci-dessous, le classement individuel de l'UCI World Tour à l'issue de la course.
| Rang | Coureur            | Équipe        | Points |
| ---- | ------------------ | ------------- | ------ |
| 1    | Alejandro Valverde | Movistar      | 532    |
| 2    | Christopher Froome | Sky           | 422    |
| 3    | Alberto Contador   | Tinkoff-Saxo  | 407    |
| 4    | Nairo Quintana     | Movistar      | 365    |
| 5    | Joaquim Rodríguez  | Katusha       | 322    |
| 6    | Richie Porte       | Sky           | 314    |
| 7    | Geraint Thomas     | Sky           | 283    |
| 8    | Rui Costa          | Lampre-Merida | 274    |
| 9    | Simon Špilak       | Katusha       | 269    |
| 10   | John Degenkolb     | Giant-Alpecin | 265    |

#### Classement par pays
Ci-dessous, le classement par pays de l'UCI World Tour à l'issue de la course.
| Rang | Pays        | Points |
| ---- | ----------- | ------ |
| 1    | Espagne     | 1 491  |
| 2    | Royaume-Uni | 973    |
| 3    | Colombie    | 787    |
| 4    | France      | 752    |
| 5    | Australie   | 696    |
| 6    | Italie      | 694    |
| 7    | Pays-Bas    | 692    |
| 8    | Belgique    | 461    |
| 9    | Allemagne   | 455    |
| 10   | Tchéquie    | 306    |

#### Classement par équipes
Ci-dessous, le classement par équipes de l'UCI World Tour à l'issue de la course.
| Rang | Équipe           | Points |
| ---- | ---------------- | ------ |
| 1    | Sky              | 1 219  |
| 2    | Movistar         | 1 142  |
| 3    | Katusha          | 1 070  |
| 4    | Etixx-Quick Step | 903    |
| 5    | Tinkoff-Saxo     | 777    |
| 6    | Astana           | 663    |
| 7    | BMC Racing       | 613    |
| 8    | Orica-GreenEDGE  | 507    |
| 9    | Giant-Alpecin    | 488    |
| 10   | AG2R La Mondiale | 479    |

## Liste des participants
- Liste de départ complète

| Légende | Légende                                                                       | Légende | Légende                                                    |
| ------- | ----------------------------------------------------------------------------- | ------- | ---------------------------------------------------------- |
| Num     | Dossard de départ porté par le coureur sur cette Classique de Saint-Sébastien | Pos     | Position à l'arrivée de la course                          |
|         | Indique un maillot de champion national ou mondial, suivi de sa spécialité    | NP      | Indique un coureur qui n'a pas pris le départ de la course |
| AB      | Indique un coureur qui n'a pas terminé la course                              | HD      | Indique un coureur qui a terminé la course hors des délais |

| Movistar MOV                            | Movistar MOV                     | Movistar MOV |
| --------------------------------------- | -------------------------------- | ------------ |
| Num                                     | Coureur                          | Pos          |
| 1                                       | Alejandro Valverde (ESP) (Route) | 3e           |
| 2                                       | Winner Anacona (COL)             | 44e          |
| 3                                       | Rubén Fernández Andújar (ESP)    | AB           |
| 4                                       | Jesús Herrada (ESP)              | AB           |
| 5                                       | Javier Moreno (ESP)              | AB           |
| 6                                       | Rory Sutherland (AUS)            | AB           |
| 7                                       | José Joaquín Rojas (ESP)         | 79e          |
| 8                                       | Giovanni Visconti (ITA)          | 90e          |
| Directeur sportif : José Luis Jaimerena |                                  |              |

| Katusha KAT                      | Katusha KAT                 | Katusha KAT |
| -------------------------------- | --------------------------- | ----------- |
| Num                              | Coureur                     | Pos         |
| 11                               | Joaquim Rodríguez (ESP)     | 5e          |
| 12                               | Daniel Moreno (ESP)         | 4e          |
| 13                               | Pavel Kochetkov (RUS)       | 78e         |
| 14                               | Tiago Machado (POR)         | 74e         |
| 15                               | Egor Silin (RUS)            | 45e         |
| 16                               | Simon Špilak (SLO)          | 82e         |
| 17                               | Yury Trofimov (RUS) (Route) | 85e         |
| 18                               | Ángel Vicioso (ESP)         | 63e         |
| Directeur sportif : José Azevedo |                             |             |

| Sky SKY                           | Sky SKY                    | Sky SKY |
| --------------------------------- | -------------------------- | ------- |
| Num                               | Coureur                    | Pos     |
| 21                                | Nicolas Roche (IRL)        | 16e     |
| 22                                | Nathan Earle (AUS)         | 30e     |
| 23                                | Sebastián Henao (COL)      | 32e     |
| 24                                | Christopher Sutton (AUS)   | AB      |
| 25                                | Lars Petter Nordhaug (NOR) | 49e     |
| 26                                | Danny Pate (USA)           | AB      |
| 27                                | Kanstantsin Siutsou (BLR)  | 35e     |
| 28                                |                            |         |
| Directeur sportif : Gabriel Rasch |                            |         |

| Etixx-Quick Step EQS           | Etixx-Quick Step EQS     | Etixx-Quick Step EQS |
| ------------------------------ | ------------------------ | -------------------- |
| Num                            | Coureur                  | Pos                  |
| 31                             | Rigoberto Urán (COL)     | 10e                  |
| 32                             | Zdeněk Štybar (CZE)      | 38e                  |
| 33                             | Julian Alaphilippe (FRA) | 8e                   |
| 34                             | Stijn Vandenbergh (BEL)  | AB                   |
| 35                             | Pieter Serry (BEL)       | 50e                  |
| 36                             | Matteo Trentin (ITA)     | 87e                  |
| 37                             | Julien Vermote (BEL)     | 51e                  |
| 38                             | Martin Velits (SVK)      | AB                   |
| Directeur sportif : Brian Holm |                          |                      |

| Tinkoff-Saxo TCS               | Tinkoff-Saxo TCS               | Tinkoff-Saxo TCS |
| ------------------------------ | ------------------------------ | ---------------- |
| Num                            | Coureur                        | Pos              |
| 41                             | Christopher Juul Jensen (DEN)  | 88e              |
| 42                             | Manuele Boaro (ITA)            | 69e              |
| 43                             | Jesús Hernández Blázquez (ESP) | 64e              |
| 44                             | Roman Kreuziger (CZE)          | 13e              |
| 45                             | Matteo Tosatto (ITA)           | AB               |
| 46                             | Sérgio Paulinho (POR)          | 47e              |
| 47                             | Pavel Brutt (RUS)              | AB               |
| 48                             | Oliver Zaugg (SUI)             | AB               |
| Directeur sportif : Patxi Vila |                                |                  |

| Astana AST                          | Astana AST               | Astana AST |
| ----------------------------------- | ------------------------ | ---------- |
| Num                                 | Coureur                  | Pos        |
| 51                                  | Mikel Landa (ESP)        | 65e        |
| 52                                  | Jakob Fuglsang (DEN)     | 11e        |
| 53                                  | Luis León Sánchez (ESP)  | 21e        |
| 54                                  | Valerio Agnoli (ITA)     | AB         |
| 55                                  | Alessandro Vanotti (ITA) | AB         |
| 56                                  | Miguel Ángel López (COL) | 96e        |
| 57                                  | Michele Scarponi (ITA)   | 15e        |
| 58                                  | Rein Taaramäe (EST)      | 62e        |
| Directeur sportif : Alexandr Shefer |                          |            |

| BMC Racing BMC                    | BMC Racing BMC            | BMC Racing BMC |
| --------------------------------- | ------------------------- | -------------- |
| Num                               | Coureur                   | Pos            |
| 61                                | Philippe Gilbert (BEL)    | 2e             |
| 62                                | Rick Zabel (GER)          | AB             |
| 63                                | Damiano Caruso (ITA)      | 86e            |
| 64                                | Manuel Quinziato (ITA)    | 72e            |
| 65                                | Samuel Sánchez (ESP)      | 18e            |
| 66                                | Greg Van Avermaet (BEL)   | AB             |
| 67                                | Loïc Vliegen (BEL)        | AB             |
| 68                                | Danilo Wyss (SUI) (Route) | 33e            |
| Directeur sportif : Yvon Ledanois |                           |                |

| Orica-GreenEDGE OGE               | Orica-GreenEDGE OGE   | Orica-GreenEDGE OGE |
| --------------------------------- | --------------------- | ------------------- |
| Num                               | Coureur               | Pos                 |
| 71                                | Adam Yates (GBR)      | 1er                 |
| 72                                | Simon Yates (GBR)     | 14e                 |
| 73                                | Sam Bewley (NZL)      | AB                  |
| 74                                | Luke Durbridge (AUS)  | AB                  |
| 75                                | Michael Hepburn (AUS) | AB                  |
| 76                                | Jens Keukeleire (BEL) | 39e                 |
| 77                                | Cameron Meyer (AUS)   | 59e                 |
| 78                                | Pieter Weening (NED)  | 76e                 |
| Directeur sportif : Neil Stephens |                       |                     |

| Lampre-Merida LAM                    | Lampre-Merida LAM           | Lampre-Merida LAM |
| ------------------------------------ | --------------------------- | ----------------- |
| Num                                  | Coureur                     | Pos               |
| 81                                   | Rui Costa (POR) (Route)     | 95e               |
| 82                                   | Jan Polanc (SLO)            | AB                |
| 83                                   | Mário Costa (POR)           | AB                |
| 84                                   | Ilia Koshevoy (BLR)         | AB                |
| 85                                   | Luka Pibernik (SLO) (Route) | AB                |
| 86                                   | Rubén Plaza (ESP)           | 52e               |
| 87                                   | Nélson Oliveira (POR)       | 12e               |
| 88                                   | José Serpa (COL)            | 67e               |
| Directeur sportif : Philippe Mauduit |                             |                   |

| AG2R La Mondiale ALM              | AG2R La Mondiale ALM    | AG2R La Mondiale ALM |
| --------------------------------- | ----------------------- | -------------------- |
| Num                               | Coureur                 | Pos                  |
| 91                                | Romain Bardet (FRA)     | 84e                  |
| 92                                | Alexis Vuillermoz (FRA) | 17e                  |
| 93                                | Jan Bakelants (BEL)     | 22e                  |
| 94                                | Mikaël Cherel (FRA)     | AB                   |
| 95                                | Hugo Houle (CAN)        | 77e                  |
| 96                                | Matteo Montaguti (ITA)  | 70e                  |
| 97                                | Alexis Gougeard (FRA)   | AB                   |
| 98                                | Blel Kadri (FRA)        | AB                   |
| Directeur sportif : Didier Jannel |                         |                      |

| FDJ                             | FDJ                            | FDJ |
| ------------------------------- | ------------------------------ | --- |
| Num                             | Coureur                        | Pos |
| 101                             | Thibaut Pinot (FRA)            | 20e |
| 102                             | Mickaël Delage (FRA)           | AB  |
| 103                             | Kévin Réza (FRA)               | AB  |
| 104                             | Arthur Vichot (FRA)            | AB  |
| 105                             | Pierre-Henri Lecuisinier (FRA) | 34e |
| 106                             | Anthony Roux (FRA)             | 23e |
| 107                             | Jérémy Roy (FRA)               | AB  |
| 108                             | Benoît Vaugrenard (FRA)        | 60e |
| Directeur sportif : Marc Madiot |                                |     |

| Lotto-Soudal LTS                     | Lotto-Soudal LTS         | Lotto-Soudal LTS |
| ------------------------------------ | ------------------------ | ---------------- |
| Num                                  | Coureur                  | Pos              |
| 111                                  | Pim Ligthart (NED)       | AB               |
| 112                                  | Tiesj Benoot (BEL)       | 19e              |
| 113                                  | Stig Broeckx (BEL)       | AB               |
| 114                                  | Sean De Bie (BEL)        | AB               |
| 115                                  | Tosh Van der Sande (BEL) | AB               |
| 116                                  | Dennis Vanendert (BEL)   | 54e              |
| 117                                  | Jelle Vanendert (BEL)    | 36e              |
| 118                                  | Tim Wellens (BEL)        | 31e              |
| Directeur sportif : Frederik Willems |                          |                  |

| Trek Factory Racing TFR             | Trek Factory Racing TFR   | Trek Factory Racing TFR |
| ----------------------------------- | ------------------------- | ----------------------- |
| Num                                 | Coureur                   | Pos                     |
| 121                                 | Bauke Mollema (NED)       | 6e                      |
| 122                                 | Laurent Didier (LUX)      | AB                      |
| 123                                 | Julián Arredondo (COL)    | 73e                     |
| 124                                 | Stijn Devolder (BEL)      | 68e                     |
| 125                                 | Fabio Felline (ITA)       | 43e                     |
| 126                                 | Markel Irizar (ESP)       | 57e                     |
| 127                                 | Bob Jungels (LUX) (Route) | 80e                     |
| 128                                 | Jasper Stuyven (BEL)      | AB                      |
| Directeur sportif : Josu Larrazabal |                           |                         |

| Giant-Alpecin TGA                        | Giant-Alpecin TGA        | Giant-Alpecin TGA |
| ---------------------------------------- | ------------------------ | ----------------- |
| Num                                      | Coureur                  | Pos               |
| 131                                      | Warren Barguil (FRA)     | 9e                |
| 132                                      | Koen de Kort (NED)       | AB                |
| 133                                      | Thierry Hupond (FRA)     | AB                |
| 134                                      | Chad Haga (USA)          | 56e               |
| 135                                      | Fredrik Ludvigsson (SWE) | AB                |
| 136                                      | Tobias Ludvigsson (SWE)  | 89e               |
| 137                                      | Lars van der Haar (NED)  | AB                |
| 138                                      | Zico Waeytens (BEL)      | AB                |
| Directeur sportif : Christian Guiberteau |                          |                   |

| Cannondale-Garmin TCG            | Cannondale-Garmin TCG      | Cannondale-Garmin TCG |
| -------------------------------- | -------------------------- | --------------------- |
| Num                              | Coureur                    | Pos                   |
| 141                              | Daniel Martin (IRL)        | 7e                    |
| 142                              | Ryder Hesjedal (CAN)       | 66e                   |
| 143                              | Nathan Brown (USA)         | 83e                   |
| 144                              | André Cardoso (POR)        | 29e                   |
| 145                              | Nathan Haas (AUS)          | 92e                   |
| 146                              | Kristjan Koren (SLO)       | AB                    |
| 147                              | Tom-Jelte Slagter (NED)    | 27e                   |
| 148                              | Ramūnas Navardauskas (LTU) | AB                    |
| Directeur sportif : Johnny Weltz |                            |                       |

| Lotto NL-Jumbo TLJ              | Lotto NL-Jumbo TLJ       | Lotto NL-Jumbo TLJ |
| ------------------------------- | ------------------------ | ------------------ |
| Num                             | Coureur                  | Pos                |
| 151                             |                          |                    |
| 152                             | Wilco Kelderman (NED)    | 48e                |
| 153                             | Tom Leezer (NED)         | AB                 |
| 154                             | Nick van der Lijke (NED) | AB                 |
| 155                             | Jos van Emden (NED)      | AB                 |
| 156                             | Steven Kruijswijk (NED)  | 24e                |
| 157                             | Maarten Tjallingii (NED) | AB                 |
| 158                             | Maarten Wynants (BEL)    | 75e                |
| Directeur sportif : Erik Dekker |                          |                    |

| IAM                                 | IAM                               | IAM |
| ----------------------------------- | --------------------------------- | --- |
| Num                                 | Coureur                           | Pos |
| 161                                 | Stef Clement (NED)                | 46e |
| 162                                 | Thomas Degand (BEL)               | AB  |
| 163                                 | Dries Devenyns (BEL)              | 71e |
| 164                                 | Aleksejs Saramotins (LAT) (Route) | 58e |
| 165                                 | Mathias Frank (SUI)               | 41e |
| 166                                 | Jarlinson Pantano (COL)           | AB  |
| 167                                 | David Tanner (AUS)                | 37e |
| 168                                 | Marcel Wyss (SUI)                 | 55e |
| Directeur sportif : Kjell Carlström |                                   |     |

| Caja Rural-Seguros RGA CJR             | Caja Rural-Seguros RGA CJR | Caja Rural-Seguros RGA CJR |
| -------------------------------------- | -------------------------- | -------------------------- |
| Num                                    | Coureur                    | Pos                        |
| 171                                    | David Arroyo (ESP)         | 42e                        |
| 172                                    | Amets Txurruka (ESP)       | 53e                        |
| 173                                    | Carlos Barbero (ESP)       | AB                         |
| 174                                    | Peio Bilbao (ESP)          | 93e                        |
| 175                                    | Omar Fraile (ESP)          | AB                         |
| 176                                    | Ángel Madrazo (ESP)        | 28e                        |
| 177                                    | Lluís Mas (ESP)            | AB                         |
| 178                                    | Miguel Ángel Benito (ESP)  | 91e                        |
| Directeur sportif : Eugenio Goikoetxea |                            |                            |

| Cofidis COF                       | Cofidis COF             | Cofidis COF |
| --------------------------------- | ----------------------- | ----------- |
| Num                               | Coureur                 | Pos         |
| 181                               | Daniel Navarro (ESP)    | AB          |
| 182                               | Julien Simon (FRA)      | 25e         |
| 183                               | Yoann Bagot (FRA)       | AB          |
| 184                               | Nicolas Edet (FRA)      | 94e         |
| 185                               | Romain Hardy (FRA)      | 81e         |
| 186                               | Luis Ángel Maté (ESP)   | 61e         |
| 187                               | Rudy Molard (FRA)       | 26e         |
| 188                               | Stéphane Rossetto (FRA) | 40e         |
| Directeur sportif : Stéphane Augé |                         |             |